# Nossa Senhora do Remanso de Pilão Arcado
Nossa Senhora do Remanso de Pilão Arcado foi uma municipalidade que existiu entre 1857 e 1890, integrava os atuais municípios de Remanso e de Pilão Arcado, incluindo o arraial de São José, depois freguesia de São José do Riacho da Casa Nova.

## História
A vila de Nossa Senhora do Remanso de Pilão Arcado foi criada em 1857 por força da Lei n. 650 de 14/12/1857.
Esta lei erigiu em vila o arraial de Remanso, que fazia parte do município de Pilão Arcado, que por sua vez teve o seu foro transferido para a nova vila.
A extensão territorial de Nossa Senhora do Remanso de Pilão Arcado tinha os mesmos limites do antigo território de Pilão Arcado, extremando ao sul com a Barra e ao norte com Cabrobó. Após a anexação da Comarca do Rio São Francisco a Bahia, os marcos limítrofes entre Pilão Arcado e Cabrobó, que se situavam no lugar chamado Pão da Arara ou da História, na beira do rio São Francisco, seguindo uma linha imaginária até o morro Dois Irmãos serviam de limites entre as provínicias pernambucana e baiana. Atualmente esses lugares servem de limites entre os municípios de Casa Nova e Petrolina, servindo de fronteira entre os estados de Pernambuco e da Bahia. 
Em 1872, a Lei n. 1197 de 27 de abril, transferiu a sede da freguesia, ou paróquia, de Pilão Arcado para Remanso.
Em 1873, a Lei n. 1625 de 03 de abril criou a freguesia de São José do Riacho da Casa Nova, que foi transformada em vila em 20 de junho de 1879, sendo desmembranda, portanto, do antigo território de Pilão Arcado.
Em 1889, a lei n. 1197 foi revogada, transferindo outra vez a freguesia de Pilão Arcado para a sua sede.

Em 1890, a vila de Pilão Arcado foi restaurada pelo ato de governo de 31 de outubro do mesmo ano.